# Římskokatolická farnost Počátky
Římskokatolická farnost Počátky je územním společenstvím římských katolíků v rámci pelhřimovského vikariátu českobudějovické diecéze.

## O farnosti

### Historie
Plebánie v městečku Počátkách se poprvé písemně připomíná k roku 1359. V roce 1685 byla místní farnost povýšena na děkanství a od téhož roku jsou vedeny matriční záznamy. V letech 1575–1773 měli patronát nad místní farností jezuité z koleje v Jindřichově Hradci (stejně, jako vykonávali patronát v nedaleké farnosti v Žirovnici). 

### Současnost
Farnost měla do roku 2017 sídelního duchovního správce. Od uvedeného roku je spravována ex currendo z Horní Cerekve.
| Kostel                   | Místo         | Bohoslužba             | Bohoslužba                      | Poznámka         |
| ------------------------ | ------------- | ---------------------- | ------------------------------- | ---------------- |
| Kaple                    | Horní Vilímeč | neslouží se pravidelně | neslouží se pravidelně          | obecní kaple     |
| Kaple                    | Jihlávka      | neslouží se pravidelně | neslouží se pravidelně          | obecní kaple     |
| Kostel Božího Těla       | Počátky       | neslouží se pravidelně | neslouží se pravidelně          | hřbitovní kostel |
| Kostel sv. Jana Křtitele | Počátky       | neděle středa          | 9.00 17.00 v zimě, 18.00 v létě | farní kostel     |
| Kostel sv. Kateřiny      | Počátky       | neslouží se pravidelně | neslouží se pravidelně          | filiální kostel  |
| Kaple                    | Polesí        | neslouží se pravidelně | neslouží se pravidelně          | obecní kaple     |